# Seznam hrvaških kemikov
Seznam hrvaških kemikov.

## A
- Edvin Andrović (1896 - 1973)
- Gojko Arneri (1935 - 1983)
- Smiljko Ašperger (1921 - 2014)

## B
- Krešimir Balenović (1914 - 2003)
- Nedjeljko Ban
- Siniša Ban
- Vladimir Ban
- Zvonimir Ban
- Milutin Barač
- Egon Bauman
- Halka Bilinski
- Josip Bišćan
- Stanko Borčić
- Ilija Bošnjak
- Srećko Bošnjaković
- Branko Božić
- Krunoslav Božičević?
- Marko Branica
- Mladen Bravar
- Branko Brčić (hrvaško-slovenski)
- Branko Brdar
- Nada Bregant
- Ivo Bregovec
- Ivan Brihta
- Fran Bubanović
- Miljenko Buljan (1911-1980) (oceanogaf)

## C
- Eugen Cerkovnikov (1904-1985)

## Ć
- Ćelap

## D
- Radovan Damaška (1902 - 1989) farmacevt
- Đuro Deželić
- Mladen Deželić (1900 - 1989)
- Nada Deželić
- Julije Domac (1853 - 1928)
- Josip Franjo Domin (1754 - 1818) ?

## Đ
- Ivan Đikić (1966 -) biokemik
- Slobodan Đokić, Gorjana Radoboja-Lazarevski, Zrinka Tamburašev i Gabrijela Kobrehel (Pliva)
- Cirila Đorđević

## F
- Ivan Filipović (1911 - 1998)
- Marijana Fišer-Herman (1897 - 1994)
- Dragutin Fleš (1921 - 2005)
- Helga Füredi-Milhofer (1930 - 2020)

## G
- Branimir Gašpert (1928 -)
- Vera Gal-Pala
- Zoran Gomzi
- Ante Graovac (1945 - 2012)
- Drago Grdenić (1919 - 2018)
- Vladimir Grdinić (1939-) (farmacevt)
- Franjo Gregurić
- Matilda Grüner
- Eugen Guštak
- Ivan Gutman
- Marija Gyiketta-Ogrizek

## H
- Drago Hace (1930 - 2005)
- Viktor Hahn
- Franjo Hanaman (1878 - 1941)
- Suzana Heimbach
- Janko Herak (1911 - 1992)
- Marko Herak (1922 - 2021)
- Dragutin Horgas (1921 - 1984)
- Marin Hraste
- Damir Huljev

## I
- Hrvoje Iveković (1901 - 1991)

## J
- Krešimir Jakopčić (1930 - 2016)
- Ivan Jalšenjak (1941 -)
- Gustav Janeček (1848 - 1929)
- Zvonimir Janović
- Ivo Jerman
- Zdravko Ježić
- Vera Johanides

## K
- Branko Kaitner (1942 -)
- Gjuro Kaitner (1877 - 1956) (enolog)
- Nikola Kallay (1945 - 2015)
- Boris Kamenar
- Damir Karlović (1938 - 2017) (biokemijski inženir)
- Miroslav Karšulin (1904 - 1984) - kemijski inženir, fizikalni kemik
- Marija Kaštelan-Macan
- Drago & Vladimir Katović - kemijska inženirja
- Dina Keglević
- Mirko Kesler (1909 - 1988)
- Leo Klasinc (1937 - 2021)
- Zlatko Kniewald (biotehnolog)
- Biserka Kojić-Prodić
- Dragutin Kohlbach
- Natalija Koprivanac
- Andrija Kornhauser
- Krunoslav Kovačević (1943 -)
- Josip Kratohvil
- Franjo Krleža (1908-1988)
- Damir Krznarič
- Željko Kućan (1934-2023)
- (Vinko Kuljiš: hrv-slov.)
- Biserka Kulušić
- Branko Kunst (1932 - 2019)
- Sergije Kveder (1924 - 2015)

## L
- Ivan Lončar (1909 - 2001)

## M
- Zdenko Majerski (1937 - 1988)
- Zvonimir Maksić (1938 - 2011)
- Josip Makuc (1897 - 1958)
- Miljenko Malnar (1920 - 1998)
- Siniša Maričić (1926 - 2017)
- Egon Matijević (1922 - 2016) (hrvaško-ameriški)
- Dubravka Matković-Čalogović
- Stanko Miholić
- Pavao Mildner
- Mirko Mirnik
- Nikola Mujić?
- Svetozar Musić (1946 -)

## N
- Vladimir Njegovan (1884 - 1971)

## P
- Snježana Paušek-Baždar (1950 - 2024) (zgodovinarka kemije in naravoslovja)
- Milan Pećar
- Miho/Miha Piantanida
- Ivan Plotnikov (1878 - 1955) (rus.-hrv.)
- Rikard Podhorsky (1902 - 1994)
- Velimir Pravdić (1931 - 2011)
- Vladimir Prelog (1906 - 1998)
- Mihovil Proštenik (1916 - 1994)
- Zvonimir Pučar (1922 - 1990)

## R
- Milan Randić  (častni član Kemijskega inštituta v Lj)
- Ernest Reiner
- Adolf Režek (1902 – 1980)
- Leopold (Lavoslav) Ružička (1887 - 1976)

## S
- Rativoj Seiwerth (1916 - 2000)
- Milan Sikirica (1934 -)
- Dragutin Skoko (1930 - 2024)
- Leo (Henryk) Sternbach (1908 – 2005) (poljsko-ameriški, rojen v Opatiji)
- Petar Strohal (1932 - 2008) (nuklearni kemik in radioekolog)
- Dionis Emerik Sunko (1922 - 2010)

## Š
- Vinko Škarić (1923 - 2006)
- Zlata Štefanec (1926 - 2000)
- Duško Štefanović (1937 - 2023)
- Ivan Štivić (1912 - 2003)
- Vitomir Šunjić (1939 -)

## T
- Zrinka Tamburašev (1921 - 2003)
- Božo Težak (1907 - 1980)
- Ljubo Trinajstić
- Nenad Trinajstić (1936 - 2021)
- Mladen Trkovnik

## Ž
- Mladen Žerdik